# Coscineuta matensis
Coscineuta matensis är en insektsart som beskrevs av Rehn, J.A.G. 1918. Coscineuta matensis ingår i släktet Coscineuta och familjen gräshoppor. Inga underarter finns listade i Catalogue of Life.